# Чаппелл, Уильям (музыковед)
Уи́льям Ча́ппелл (англ. William Chappell; 20 ноября 1809 — 20 августа 1888) — британский музыковед и критик.
Сын Сэмюэла Чаппелла, основателя одного из наиболее успешных британских музыкальных издательств начала XIX века Chappell & Co. Работал в фирме своего отца, затем на протяжении многих лет (вплоть до 1861 г.) был одним из компаньонов фирмы Cramer & Co. (музыкальное издательство и производство музыкальных инструментов), основанной бывшим компаньоном его отца Иоганном Баптистом Крамером. Кроме того, в 1840 году был одним из основателей Общества Перси (англ. Percy Society, в честь Томаса Перси), занимавшегося изданием старинной английской литературы. Наиболее известен составленными им сборниками «Собрание народных английских песен» (англ. A collection of national English airs; 1838—1839) и «Популярная музыка старых времён» (англ. Popular music of the olden time; 1855—1859) — музыкальной обработкой второго сборника занимался Джордж Александр Макфаррен.